# Arnaud Mendy
Arnaud Mendy (né le 10 février 1990 à Évreux, France) est un footballeur franco-bissau-guinéen. Il a été international bissau-guinéen en 2011 et 2014.

## Biographie
Il commence sa carrière dans le club de l'ALM Évreux situé dans le quartier de quartier de la Madeleine, sa ville natale. Il part en 2007 au FC Rouen où il joue pour les moins de 18 ans et dans l'équipe première qui évolue en CFA. Il joue 12 matchs et marque 3 buts durant la saison 2007-2008. Il est proche de signer ensuite dans le club italien du Torino Football Club qui évolue en Série A, mais il se ravise et signe finalement en Angleterre à Derby County qui évolue en Premier League. Il passe sa première saison dans l'équipe réserve.
Il fait sa première apparition avec Derby County, le 9 octobre 2009, lors de la victoire 3-0 de son équipe en Championship face au Sheffield Wednesday en entrant en jeu à la 89e minute. Quelques jours après, il est prêté pour un mois au club de League Two de Grimsby Town. Il joue son premier match avec Grimsby Town le 17 octobre face à Rochdale. Il joue les 90 minutes mais ce sera les seules sous ce maillot, car le lendemain Mike Newell, l'entraîneur est licencié à la suite de la défaite 0-2 et son remplaçant Neil Woods ne compte pas sur les joueurs prêtés au club. Ainsi, Josh Magennis et lui sont poussés vers la sortie. Il ne jouera plus de la saison avec Grimsby Town ni avec Derby County.
Lors de la saison 2010-2011, il est prêté le 31 août 2010, un mois au Tranmere Rovers en League One. Il débute le jour même de son arrivée contre Accrington Stanley en Football League Trophy. Lors de sa deuxième apparition avec Tranmere, il marque le but vainqueur contre Peterborough United en League One. Son prêt est prolongé de deux mois jusqu'au 30 novembre. Son bilan à Tranmere est de treize matchs (dont douze de championnat) pour un but. Il ne joue toujours pas à Derby County lors de son retour. Ses bonnes performances à Tranmere lui valent de fêter sa première cape pour la Guinée-Bissau le pays de son père, le 9 février lors de la victoire 3-1 face à la Gambie en match amical.
Non prolongé à Derby County où il n'aura joué qu'un match en trois ans, il signe le 11 juillet 2011 à Macclesfield Town, un club de League Two pour un an. Le 9 janvier 2012, il marque un but en Coupe d'Angleterre face à Bolton Wanderers et devient un titulaire indiscutable mais son équipe est reléguée à la fin de la saison.
Il commence la saison suivante à Macclesfield qui a été relégué en Conference, où il est titulaire. Il est ensuite prêté à Luton Town, un club de cette même division le 19 octobre avec un transfert définitif en janvier 2013. Le 16 mars, il dispute le dernier match de sa saison face à Wrexham puisque le nouvel entraîneur du club John Still, le fait placer sur la liste des transferts et lui dit qu'il ne jouerait plus au club à cause de problèmes de discipline.  
Arnaud Mendy rejoue pour Luton Town dans le cadre du FA Trophy, le 30 novembre 2013 soit huit mois après sa dernière apparition avec le club. Le 27 décembre 2013, il est libéré de son contrat. Le 10 février, il est recruté jusqu'à la fin de la saison par Lincoln City qui évolue en Conference après un essai concluant,. Il passe la saison suivante à Lincoln. 
En juillet 2015, il signe au Whitehawk FC, club de National League South soit le sixième niveau anglais où il retrouve son ancien entraîneur de Macclesfield Steve King.
Il y reste une saison avant de signer à Hemel Hempstead Town, qui évolue au même niveau. Il quitte le club à la fin de la saison.
Le 11 septembre, il signe aux Naxxar Lions, un club qui joue en première division maltaise. Il joue 8 matchs avant que son contrat ne soit rompu le 2 janvier 2018. Il retourne alors au Whitehawk FC pour terminer la saison et retrouver Steve King.
Il suit son ancien manager au Welling United Football Club lors de la saison suivante.

## Statistiques
| Saison                | Club                         | Championnat                | Championnat | Championnat | Coupe nationale | Coupe nationale | Coupe de la Ligue | Coupe de la Ligue | Football League Trophy | Football League Trophy | FA Trophy | FA Trophy | Guinée-Bissau | Guinée-Bissau | Total | Total |
| Saison                | Club                         | Division                   | M.          | B.          | M.              | B.              | M.                | B.                | M.                     | B.                     | M.        | B.        | M.            | B.            | M.    | B.    |
| 2007-2008             | FC Rouen                     | CFA (D4)                   | 11          | 3           | 1               | 0               | -                 | -                 | -                      | -                      | -         | -         | -             | -             | 12    | 3     |
| 2008-2009             | Derby County                 | Championship (D2)          | -           | -           | -               | -               | -                 | -                 | -                      | -                      | -         | -         | -             | -             | 0     | 0     |
| 2009-2010             | Derby County                 | Championship (D2)          | 1           | 0           | -               | -               | -                 | -                 | -                      | -                      | -         | -         | -             | -             | 1     | 0     |
| 2009                  | Grimsby Town (prêt)          | League Two (D4)            | 1           | 0           | -               | -               | -                 | -                 | -                      | -                      | -         | -         | -             | -             | 1     | 0     |
| 2010-2011             | Derby County                 | Championship (D2)          | -           | -           | -               | -               | -                 | -                 | -                      | -                      | -         | -         | 1             | 0             | 1     | 0     |
| 2010                  | Tranmere Rovers (prêt)       | League One (D3)            | 12          | 1           | -               | -               | -                 | -                 | 1                      | 0                      | -         | -         | -             | -             | 13    | 1     |
| 2011-2012             | Macclesfield Town            | League Two (D4)            | 28          | 2           | 4               | 1               | 1                 | 0                 | -                      | -                      | -         | -         | -             | -             | 33    | 3     |
| 2012-2013             | Macclesfield Town            | Conference (D5)            | 14          | 2           | -               | -               | -                 | -                 | -                      | -                      | -         | -         | -             | -             | 14    | 2     |
| 2012-2013             | Luton Town (prêt)            | Conference (D5)            | 8           | 0           | 5               | 0               | -                 | -                 | -                      | -                      | 2         | 0         | -             | -             | 15    | 0     |
| 2013                  | Luton Town                   | Conference (D5)            | 10          | 0           | 2               | 0               | -                 | -                 | -                      | -                      | 1         | 0         | -             | -             | 13    | 0     |
| 2013                  | Luton Town                   | Conference (D5)            | -           | -           | -               | -               | -                 | -                 | -                      | -                      | 1         | 0         | -             | -             | 1     | 0     |
| 2014                  | Lincoln City                 | Conference (D5)            | 7           | 0           | -               | -               | -                 | -                 | -                      | -                      | -         | -         | -             | -             | 7     | 0     |
| 2014-2015             | Lincoln City                 | Conference (D5)            | 30          | 1           | 3               | 0               | -                 | -                 | -                      | -                      | -         | -         | -             | -             | 33    | 1     |
| 2015-2016             | Whitehawk FC                 | National League South (D6) | 32          | 1           | 3               | 0               | -                 | -                 | -                      | -                      | 1         | 0         | -             | -             | 36    | 1     |
| 2016-2017             | Hemel Hempstead Town         | National League South (D6) | 34          | 0           | 1               | 0               | -                 | -                 | -                      | -                      | 1         | 0         | -             | -             | 36    | 0     |
| 2017-2018             | Naxxar Lions                 | Premier League (D1)        | 8           | 0           | -               | -               | -                 | -                 | -                      | -                      | -         | -         | -             | -             | 8     | 0     |
| 2018                  | Whitehawk FC                 | National League South (D6) | 11          | 0           | -               | -               | -                 | -                 | -                      | -                      | 1         | 0         | -             | -             | 12    | 0     |
| 2018-2019             | Welling United Football Club | National League South (D6) | 19          | 0           | 1               | 0               | -                 | -                 | -                      | -                      | -         | -         | -             | -             | 20    | 0     |
| Total sur la carrière | Total sur la carrière        | Total sur la carrière      | 226         | 10          | 20              | 1               | 1                 | 0                 | 1                      | 0                      | 5         | 0         | 1             | 0             | 254   | 11    |